# 拉萨尔沃塔-佩拉莱斯
拉萨尔沃塔-佩拉莱斯（法語：La Salvetat-Peyralès，法語發音：[la salvəta peʁalɛs]）是法国阿韦龙省的一个市镇，属于罗德兹区。

## 地名
该地名中“Peyralès”发音为[peʁalɛs]，字母“s”发音，《世界地名翻译大辞典》与《世界地名译名词典》将该地名误译作“拉萨尔沃塔-佩拉莱”。

## 地理
拉萨尔沃塔-佩拉莱斯（44°13'12"N, 2°12'11"E）面积54.24 平方千米，位于法国奧克西塔尼大區阿韦龙省，该省份为法国南部内陆省份，位于法國中央高原南部，北起顺时针与康塔爾省、洛泽尔省、加尔省、埃罗省、塔恩省、塔恩-加龙省和洛特省接壤。
与拉萨尔沃塔-佩拉莱斯接壤的市镇（或旧市镇、城区）包括：拉卡佩尔布莱、卡斯泰尔马里、莱斯屈尔雅乌勒、普拉迪纳、里约佩鲁、泰拉克、下塞加拉、茹克维耶勒、米朗多勒-布尔纽纳克。
拉萨尔沃塔-佩拉莱斯的时区为UTC+01:00、UTC+02:00（夏令时）。

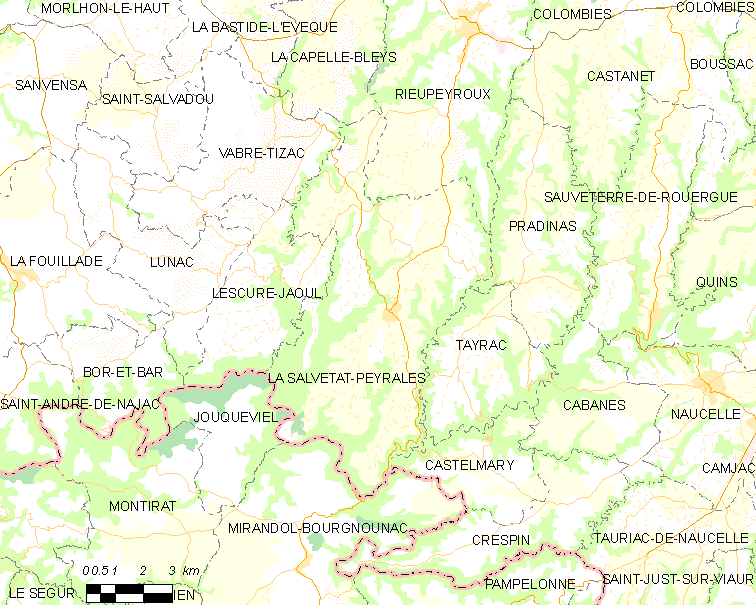
拉萨尔沃塔-佩拉莱斯的OSM定位图

## 行政
拉萨尔沃塔-佩拉莱斯的邮政编码为12440，INSEE市镇编码为12258。

## 政治
拉萨尔沃塔-佩拉莱斯所属的省级选区为阿韦龙-塔恩县。

## 人口

1962-2008年间拉萨尔沃塔-佩拉莱斯人口变化图示

拉萨尔沃塔-佩拉莱斯于2022年1月1日时的人口数量为1001人。